# جون هاميلتون (سياسي أمريكي)
جون هاميلتون (بالإنجليزية: John Hamilton)‏ هو سياسي أمريكي، ولد في 1892، وتوفي في 24 سبتمبر 1973. حزبياً، نشط في الحزب الجمهوري. وقد انتخب رئيس مجلس الإدارة اللجنة الوطنية للحزب الجمهوري (1936 – 1940).